# Lobidiopteryx ecrinita
Lobidiopteryx ecrinita là một loài bướm đêm trong họ Geometridae.